# USS Haas (DE-424)
USS Haas (DE-424) là một tàu hộ tống khu trục lớp John C. Butler từng phục vụ cùng Hải quân Hoa Kỳ trong Chiến tranh Thế giới thứ hai. Nó là chiếc tàu chiến duy nhất của Hải quân Hoa Kỳ được đặt cái tên này, theo tên John William Haas Thượng sĩ (1907–1942), phi công từng phục vụ cùng Liên đội Ném ngư lôi VT-3 trên tàu sân bay USS Yorktown, đã tử trận trong Trận Midway vào ngày 4 tháng 6, 1942 và được truy tặng Huân chương Chữ thập Hải quân. Nó đã phục vụ trong suốt Thế chiến II, được cho ngừng hoạt động sau khi xung đột chấm dứt vào năm 1946, rồi được huy động trở lại để tiếp tục phục vụ trong giai đoạn Chiến tranh Lạnh từ năm 1951 đến năm 1958. Con tàu cuối cùng bị bán để tháo dỡ vào năm 1967.

## Thiết kế và chế tạo
Lớp John C. Butler được thiết kế nhằm đáp ứng nhu cầu một số lượng lớn nhưng rẻ tiền của một kiểu tàu hộ tống chống tàu ngầm để hộ tống các đoàn tàu vận tải vượt đại dương. Chúng có chiều dài chung 306 foot (93,3 m), mạn tàu rộng 36 foot 10 inch (11,2 m) và mớn nước 13 foot 4 inch (4,1 m), trọng lượng choán nước tiêu chuẩn 1.350 tấn Anh (1.372 t), và lên đến 1.745 tấn Anh (1.773 t) khi đầy tải, với một thủy thủ đoàn bao gồm 14 sĩ quan và 201 thủy thủ. Con tàu được vận hành bởi hai turbine hơi nước hộp số Westinghouse; hơi nước được cung cấp bởi hai nồi hơi "D" Express, tạo ra công suất 12.000 mã lực càng (8.900 kW) và cho phép đạt được tốc độ tối đa 24 hải lý trên giờ (44 km/h; 28 mph). Nó có tầm hoạt động 6.000 hải lý (11.000 km; 6.900 mi) ở tốc độ đường trường 12 hải lý trên giờ (22 km/h; 14 mph).
Dàn vũ khí chính bao gồm hai tháp pháo 5-inch/38 caliber đa dụng nòng đơn, được dẫn đường bởi hệ thống điều khiển hỏa lực Mark 51; vũ khí phòng không gồm hai khẩu đội Bofors 40 mm L/60 nòng đôi và mười khẩu Oerlikon 20 mm nòng đơn cũng được dẫn đường bởi hệ thống Mark 51. Ngoài ba ống phóng ngư lôi 21 inch (533 mm), vũ khí chống ngầm bao gồm hai đường ray thả mìn sâu, tám máy phóng mìn sâu K-gun cùng một dàn súng cối chống ngầm Hedgehog. Con tàu được trang bị sonar kiểu QC, radar dò tìm mặt biển SL và radar dò tìm không trung SA.
Haas được đặt lườn tại xưởng tàu của hãng Brown Shipbuilding Co. ở Houston, Texas vào ngày 23 tháng 2, 1944. Nó được hạ thủy vào ngày 20 tháng 3, 1944, được đỡ đầu bởi bà Gladys Winifred Haas, vợ góa của Thượng sĩ Haas, và được cho nhập biên chế cùng Hải quân Hoa Kỳ vào ngày 2 tháng 8, 1944 dưới quyền chỉ huy của Hạm trưởng, Thiếu tá Hải quân A. M. White.

## Lịch sử hoạt động

### Thế Chiến II
Sau khi hoàn tất việc chạy thử máy huấn luyện tại vùng biển Caribe và sửa chữa sau chạy thử máy, Haas làm nhiệm vụ hộ tống vận tải dọc theo vùng bờ Đông trước khi được điều động sang khu vực Mặt trận Thái Bình Dương. Nó lên đường, băng qua kênh đào Panama và đi ngang qua quần đảo Galápagos và Espiritu Santo trước khi đi đến đảo Manus thuộc quần đảo Admiralty vào ngày 15 tháng 1, 1945. Nó đi đến Leyte, Philippines vào ngày 27 tháng 1 để đảm nhiệm vai trò hộ tống vận tải trong các hoạt động nhằm giải phóng hoàn toàn quần đảo Philippine; ngoài ra con tàu còn hoạt động bắn phá bờ biển và hỗ trợ hỏa lực cho các cuộc đổ bộ lên đảo Lubang vào ngày 1 tháng 3, và các đảo Romblon và Simara từ ngày 10 đến ngày 12 tháng 3. Sau đó nó hộ tống một đoàn tàu vận tải đi từ Okinawa sang Leyte trong tháng 7, và một đoàn tàu khác từ Ulithi đến Manila vào đầu tháng 8.
Vẫn hiện diện tại Philippines khi Nhật Bản chấp nhận đầu hàng vào ngày 15 tháng 8, giúp chấm dứt vĩnh viễn cuộc xung đột, Haas tiếp tục làm nhiệm vụ hộ tống vận tải tại khu vực Tây Thái Bình Dương, và thực hiện những chuyến đi đến vùng bờ biển Trung Quốc. Nó lên đường từ Hong Kong vào ngày 5 tháng 1, 1946 để quay trở về Hoa Kỳ, đi ngang qua Guam, Eniwetok và Trân Châu Cảng, rồi về đến San Diego, California vào ngày 1 tháng 2. Con tàu được cho xuất biên chế vào ngày 31 tháng 5, 1946 và được đưa về Hạm đội Dự bị Thái Bình Dương.

### Chiến tranh Lạnh
Sau khi cuộc Chiến tranh Triều Tiên bùng nổ vào tháng 6, 1950, Haas được cho tái biên chế trở lại tại San Diego vào ngày 19 tháng 5, 1951. Sau khi hoàn tất việc chạy thử máy, nó băng qua kênh đào Panama để chuyển sang vùng bờ Đông, đi đến New Orleans, Louisiana vào ngày 18 tháng 9 để phục vụ như tàu huấn luyện dự bị cho Quân khu Hải quân 8. Con tàu thực hiện những chuyến đi thực tập huấn luyện cho nhân sự Hải quân Dự bị Hoa Kỳ trong vịnh Mexico và vùng biển Caribe, đôi khi có những chuyến đi đến vùng Trung Mỹ và Nam Mỹ. Nó tham gia huấn luyện cho khoảng 900 học viên sĩ quan và thủy thủ dự bị hàng năm.
Đi đến Xưởng hải quân Charleston vào ngày 7 tháng 11, 1957, Haas được cho xuất biên chế lần sau cùng vào ngày 24 tháng 1, 1958 và đưa về Hạm đội Dự bị Đại Tây Dương Dương. Tên nó được cho rút khỏi danh sách Đăng bạ Hải quân vào ngày 1 tháng 7, 1966, và con tàu bị đánh chìm bán để tháo dỡ vào ngày 6 tháng 9, 1967.

## Phần thưởng
Nguồn: Navsource Naval History
|  |  |  |
|  |  |  |

| Huân chương Phục vụ Trung Hoa        | Huân chương Chiến dịch Hoa Kỳ         | Huân chương Chiến dịch Châu Á-Thái Bình Dương  |
| Huân chương Chiến thắng Thế Chiến II | Huân chương Phục vụ Phòng vệ Quốc gia | Huân chương Giải phóng Philippine (Philippine) |